# Cithaeron indicus
Espèce
Cithaeron indicus est une espèce d'araignées aranéomorphes de la famille des Cithaeronidae.

## Distribution
Cette espèce est endémique d'Inde. Elle se rencontre au Chhattisgarh, au Madhya Pradesh, au Maharashtra et en Odisha.

## Description
La femelle holotype mesure 6,79 mm.
Les femelles mesurent de 7,05 à 7,87 mm.

## Systématique et taxinomie
Cette espèce a été décrite par Platnick et Gajbe en 1994.

## Étymologie
Son nom d'espèce lui a été donné en référence au lieu de sa découverte, l'Inde.

## Publication originale
- Platnick & Gajbe, 1994 : « Supplementary notes on the ground spider family Cithaeronidae (Araneae, Gnaphosoidea). » Journal of Arachnology, vol. 22, no 1, p. 82-83 (texte intégral).